# Silvio Confortola
Silvio Confortola   (Valfurva, 20 de gener de 1910 - 29 de gener de 2003) va ser un esquiador de fons italià que va competir durant les dècades de 1930 i 1940.
El 1948 va prendre part en els Jocs Olímpics de Sankt Moritz, on disputà dues proves del programa d'esquí de fons. Destaca la sisena posició en la cursa dels 4x10 quilòmetres, mentre en els 50 quilòmetres fou divuitè.
En el seu palmarès destaca una medalla de bronze al Campionat del Món d'esquí nòrdic de 1937.